# Méga Bébés
Méga Bébés (Mega Babies) est une série télévisée d'animation canadienne en 52 épisodes de 11 minutes créée par Christian et Yvon Tremblay, produite par CinéGroupe et Landmark Entertainment Group en association avec Sony Wonder, et diffusée du 10 octobre 1999 au 22 avril 2000 sur Teletoon et aux États-Unis sur Fox Family.
Au Québec, elle a été diffusée à partir du 5 décembre 1999 sur Télétoon et en France sur Fox Kids.

## Synopsis
La série référence un trio de bébés, Meg, Derrick et Buck, ennemi juré de monstres et extra-terrestres maléfiques. Les bébés étaient gardés par une dénommée Nounou Lazlo.
Après leur naissance, ils ont été amenés dans un orphelinat (endroit même où le système solaire s'est aligné pour transformer ces bébés en méga bébés) où ils étaient surveillés par Nurse Lazlo. Les bébés ont reçu des super-pouvoirs à la fois basiques et typiquement bébés; ils peuvent péter, vomir, se servir de leur morve (avec une force inimaginable), Nounou Lazlo elle est devenue super intelligente.
La série est surtout basée sur les pets, les vomis et autres, combinés avec leur force surhumaine pour sauver leur ville.

## Pouvoirs et capacités
- Les pouvoirs des bébés: Force surhumaine, invincibilité, super couche puante, absorption de nourriture, méga rôt
- Buck: Super rôt bleue
- Meg: Méga pet rose, drague
- Derrick: Méga morve jaune, fureur monstre
- Lazlo: Endurance surhumaine, réflexions scientifiques

## Doublage québécois
- Gilbert Lachance : narrateur
- Natalie Hamel-Roy : Meg
- Johanne Garneau : Nanny Lazlo / Derrick
- Lisette Dufour : Buck

 Source et légende : version québécoise (VQ) sur Doublage.qc.ca